# Косянок, Николай Михайлович
Николай Михайлович Косянок (род. 25 февраля 1958, Гомель) — советский и белорусский легкоатлет, специалист по метанию копья. Наивысших успехов добился в середине 1980-х — начале 1990-х годов, многократный призёр первенств всесоюзного и республиканского значения, победитель международных турниров, чемпион Белоруссии. Представлял Гродно и физкультурно-спортивное общество профсоюзов. Мастер спорта СССР международного класса. Преподаватель Гродненского государственного университета.

## Биография
Николай Косянок родился 25 февраля 1958 года в Гомеле, Белорусская ССР. Окончил местные среднюю школу и техническое училище № 113. В 1976—1978 года проходил срочную службу в Вооружённых силах. После армии работал на Станкостроительном заводе имени С. М. Кирова.
В 1983 году окончил Гомельский государственный университет и устроился тренером в Детско-юношескую спортивную школу «Луч» при Гродненском радиозаводе, позднее — тренер-инструктор ДФСТ «Красный флаг» в Гродно.
Впервые заявил о себе в метании копья в сезоне 1986 года, когда с результатом 75,46 одержал победу на соревнованиях в Минске.
В 1987 году с результатом 78,78 вновь выиграл турнир в Минске, с личным рекордом 80,20 завоевал бронзовую награду на чемпионате СССР в Брянске, стал серебряным призёром на всесоюзных соревнованиях в Житомире, где метнул копьё на 77,44 метра. За показанный высокий результат в метании копья по итогам сезона был удостоен почётного звания «Мастер спорта СССР международного класса».
В 1988 году на зимнем чемпионате СССР по длинным метаниям в Адлере повторил личный рекорд 80,20 и выиграл серебряную медаль. Помимо этого, занял четвёртое место на соревнованиях в Сочи, с результатом 76,74 взял бронзу на чемпионате СССР в Таллине.
В 1989 году был шестым на зимнем чемпионате СССР по метаниям в Адлере, выиграл международные турниры в польских Белостоке, Варшаве, Познани, занял седьмое место на всесоюзных соревнованиях в Риге.
После распада Советского Союза Косянок ещё в течение некоторого времени оставался действующим спортсменом и продолжал принимать участие в различных легкоатлетических стартах. Так, в 1993 году на чемпионате Белоруссии он превзошёл всех соперников в метании копья и завоевал золотую награду.
Впоследствии работал преподавателем в Гродненском государственном университете, доцент кафедры спортивных дисциплин, автор множества учебных программ и методических пособий.